# Duinviridae
Duinviridae es una familia de virus ARN que infectan procariotas (bacterias y arqueas). Contienen un genoma ARN monocatenario positivo y por lo tanto se incluyen en el Grupo IV de la Clasificación de Baltimore. La familia incluye más de 6 géneros.
Esta familia incluye una gran cantidad de virus de ARN procariotas aislados con anterioridad, principalmente por metagenómica que no habían sido asignados a la taxonomía con anterioridad al igual que otras familias recién establecidas, luego de se descubriera que la antigua familia Leviviridae era más expansiva.

## Taxonomía
Incluye los siguientes géneros según ICTV:
- Apeevirus
- Beshanovirus
- Kahshuvirus
- Kohmavirus
- Samuneavirus
- Tehuhdavirus